# Gonatocerus indigenus
Gonatocerus indigenus är en stekelart som beskrevs av Girault 1938. Gonatocerus indigenus ingår i släktet Gonatocerus och familjen dvärgsteklar. Inga underarter finns listade i Catalogue of Life.